# Ajuntament de Tornabous
La Casa dels Pujalt, actual seu de l'Ajuntament de Tornabous és un edifici de Tornabous (Urgell) inclòs a l'Inventari del Patrimoni Arquitectònic de Catalunya.

## Descripció
Edifici quadrangular de planta baixa i dos pisos. A la planta baixa hi ha el portal principal caracteritzat per una llinda rectangular amb una motllura que el ressegueix a la part superior; just al centre hi ha un medalló de pedra amb l'escut nobiliari de la família dels Pujalt amb la data 1586, any de construcció de l'edifici. Aquesta porta és flanquejada per dues petites finestres. A l'interior, a la planta baixa, hi ha dos grans arcs peraltats de pedra sostinguts per tres columnes cilíndriques amb base i capitell llis i una escalinata de pedra.
A la planta noble de l'edifici hi destaquen tres finestres rectangulars amb llindes motllurades, molt senyorials, totes idèntiques. A les golfes hi ha una galeria que recorre tota la part superior de la façana; al centre hi ha tres arcs de mig punt aguantats per columnes toscanes i, a banda i banda, s'obren obertures quadrangulars fruits d'una reforma moderna.

## Història
Aquest edifici fou propietat del monestir de Poblet, després de la família dels Pujalt i actualment fa les funcions de casa de la vila.